# Théo Ballmer
Theo Ballmer (29. září 1902 Lausanne – 10. prosince 1965 Basilej), celým jménem Auguste Théophile Ballmer, byl švýcarský grafický designér, litograf a fotograf.
Koncem 20. let 20. století studoval na Bauhausu, jeho východiska se tedy spíše vázala na německou modernu. S Maxem Billem rozvinuly zásady funkcionalistické moderny, ale hlavně princip mřížkové kompozice, který se stal pro švýcarskou školu příznačný a představuje její nejčitelnější přínos. Grafický design moderny se do té doby vyznačoval víceméně intuitivním sestavováním jednotlivých prvků kompozice (písma, fotografií, pravoúhlých pásů a nepotlačených ploch) do harmonických sestav. Ballmer, Bill, Gestner a další tento postup nahradili rozdělením plochy na pravidelný rastr čtverců, obdélníků, kosočtverců apod., do kterých se jednotlivé prvky umísťovaly. Už i tak racionalistický koncept moderny dostal nový rozměr matematické exaktnosti. Směřování k ní se u vícero švýcarských designérů (Bill, Gerstner, Lohse) vázalo na paralelní výzkumy ve volné tvorbě, ve které se přihlásili k Doesburgovu „postkonstruktivistickému umění“. Kromě hledání optimálních proporcí definujících plochy mřížky grafický design ovlivnily i analýzy barevné skladby a další aspekty konkretismu.